# Ru de l'Étang de Beuvron
Pour les articles homonymes, voir Beuvron.
Le ru de l'Étang de Beuvron  est un cours d'eau français qui coule dans le département de Seine-et-Marne, en région Île-de-France. C'est un affluent de l’Yerres, donc un sous-affluent de la Seine.

## Géographie
D'une longueur de 10,4 kilomètres, le ru de l'Étang de Beuvron prend sa source dans la commune de Dagny et se jette dans l'Yerres à Touquin. 
Le cours d'eau s'écoule globalement de l'est vers l'ouest.

### Communes traversées
Le ru de l'Étang de Beuvron traverse six communes, soit d'amont vers l'aval : Dagny, Jouy-le-Châtel, Amillis, Vaudoy-en-Brie, Beautheil-Saints, Touquin, toutes situées dans le département de Seine-et-Marne.

### Bassin versant
Son bassin versant correspond à une zone hydrographique traversée 
« L'Yerres de sa source au confluent du ruisseau de la Visandre (exclu) (F470) » et s'étend sur 87 km2. Il est constitué à 64,83 % de « territoires agricoles », 32.33 % de « forêts et milieux semi-naturels » et 2,59 % de « territoires artificialisés ».

### Organisme gestionnaire
L'organisme gestionnaire est le Syndicat mixte pour l'Assainissement et la Gestion des Eaux du bassin versant de l'Yerres.
Le SyAGE est un syndicat mixte composé de 40 communes et de 30 groupements de communes répartis sur 3 départements (Essonne, Seine-et-Marne et Val-de-Marne).

## Affluents
Selon le SANDRE, le Ru de l'Étang de Beuvron a six affluents référencés et deux sous-affluents :
- le fossé 01 des Grands Sillons[5], 1,08 km sur les communes de  Amillis et Dagny ;
- le fossé 01 de Montauban[6], 1,67 km sur les communes de  Amillis et Vaudoy-en-Brie ;
- le ru de l'Etang de Beuvron (bras)[7], 1,3 km sur la commune de Vaudoy-en-Brie ;
- le fossé 01 de la Boisserotte[8], 0,98 km sur la commune de Saints ;
- le fossé 01 du Griay de la Couture [9], 1,25 km sur les communes de Touquin et Le Plessis-Feu-Aussoux ;
- le ru des Francais[10], 7,08 km sur les communes de Beautheil, Touquin, Saints et Vaudoy-en-Brie ;
  - le fossé 02 du Bois de Grangemenant, 1,29 km ;
  - le fossé 01 du Bois de Grangemenant, 1,26 km.

Donc, son rang de Strahler est de trois.